# Cirque Jean Richard
Cet article court présente un sujet plus développé dans : Cirque et Jean Richard (acteur).
Le Cirque Jean Richard est un cirque français fondé en 1957 par Jean Richard (1921-2001).

## Le fondateur
Outre le cinéma, le théâtre et la télévision, Jean Richard a une autre passion, les animaux, qui lui vient probablement de son père éleveur de chevaux. Sa ménagerie devient si importante qu'il crée un zoo à Ermenonville, à la fin des années cinquante, où il s'installera.
Passionné par le cirque, il participe à des galas avec le cirque Medrano, puis fonde le cirque Jean Richard en 1957 en association avec les familles Grüss et Jeannet, et achètera le cirque Pinder le 29 janvier 1972. 
Jean Richard était au sommet de sa popularité lorsqu'un terrible accident de voiture, survenu le 10 mai 1973 alors qu'il venait de découvrir son cirque ravagé par un incendie, « coupa sa vie en deux » pour reprendre les termes qu'il employa lui-même dans son livre de souvenirs Ma vie sans filet. On le crut perdu[style à revoir]Il resta six semaines dans le coma. Mais Jean Richard était d'une solide constitution et remonta la pente. Il se consacra alors encore à sa passion du cirque, lança le Nouvel Hippodrome de Paris et y créa Ben-Hur en 1975. Propriétaire jusqu'en 1978 du "cirque Jean Richard" et du "cirque Pinder", il en confie alors la direction à son fils après des problèmes de gestion administrative et financière. Il reçoit en 1980, le grand prix national du cirque après avoir obtenu de l'État la reconnaissance du cirque comme une activité culturelle à part entière.
L'attrait de cet amoureux des bêtes pour l'univers des chevaux sera aussi une autre facette d'un personnage dont le sport favori était naturellement l'équitation. Il était administrateur depuis 1971 de la Société protectrice des animaux (SPA). Il fera passer cet amour auprès des téléspectateurs avec la série Ces animaux qu'on appelle des bêtes et avec l'émission consacrée aux Cirques du monde.
- 1955 : fonde le zoo Jean Richard.
- 1957 : fonde le premier cirque Jean Richard en association avec les familles Grüss et Jeannet.
- 1971 : signe pour la télévision la série Ces animaux qu'on appelle des bêtes.
- 1972 : reprend le cirque Pinder.
- 1974 : crée les émissions télévisées sur les Cirques du monde.